# Vol. 4
Vol. 4 är heavy metal-bandet Black Sabbaths fjärde studioalbum, släppt i september 1972. Albumet följde de framgångsrika Paranoid och Master of Reality och var kommersiellt sett nästan lika framgångsrikt som de två. Albumet spelades in i Los Angeles under stor påverkan av kokain, vilket understryks av att bandet tryckt den parodiska texten "We wish to thank the great COKE-Cola company of Los Angeles" (fritt översatt: "vi vill tacka det stora koka-colaföretaget Los Angeles") på skivomslaget. Själva albumet skulle egentligen ha uppkallats efter låten "Snowblind" som behandlar just kokainmissbruk, men det gick inte skivbolaget med på, därav den konventionella titeln 'Vol. 4'. Skivan har i och med de kaotiska inspelningarna setts som det första fröet till de inre stridigheter inom gruppen och det substansmissbruk som slutligen fick Ozzy Osbourne att lämna gruppen i slutet av decenniet.
Här finns de tyngre låtarna "Wheels of Confusion", "Tomorrow's Dream" och "Supernaut", men även Tony Iommis piano-ballad "Changes". "Changes" var en av gruppens mest okaraktäristiska låtar då texten handlar om förlorad kärlek och var tänkt att hamna på en mer kommersiell grund. Gruppen hade aldrig heller använt piano så prominent som på den låten. "Laguna Sunrise" och "FX" är två korta instrumentella spår av Tony Iommi som antagligen är tänkta att förstärka den ockulta känslan lite grann. "Under the Sun"s första riff räknas som det absolut tyngsta, långsammaste riffet som bandet någonsin har skapat.
Omslagets framsida var en monokrom brandgul bild på Ozzy Osbourne som med utsträckta armar gör segertecknet under en konsert. Skivan utgavs ursprungligen i ett utvikskonvolut med ett blädderblad med bilder som visar gruppen under en konsert. Liksom de tre tidigare studioalbum stod Keith Macmillan för fotografierna. Vinylutgåvor av albumet från senare delen av 1970-talet saknar ibland utviksfodralet.

## Låtlista
Alla låtar är skrivna av Geezer Butler, Tony Iommi, Ozzy Osbourne och Bill Ward.
1. "Wheels of Confusion" - 8.01
2. "Tomorrow's Dream" - 3.12
3. "Changes" - 4.43
4. "FX" - 1.43
5. "Supernaut" - 4.45
6. "Snowblind" - 5.30
7. "Cornucopia" - 3.55
8. "Laguna Sunrise" - 2.52
9. "St. Vitus Dance" - 2.27
10. "Under the Sun" - 5.52

## Medverkande
- Ozzy Osbourne - sång
- Tony Iommi - gitarr
- Geezer Butler - elbas
- Bill Ward - trummor

## Listplaceringar
| Lista (1972-1973) | Position           |
| ----------------- | ------------------ |
| Australien        | 1 (Go Set)         |
| Finland           | 2                  |
| Kanada            | 5 (RPM)            |
| Norge             | 7 (VG-lista)       |
| Storbritannien    | 5                  |
| Sverige           | 7 (Kvällstoppen)   |
| USA               | 13 (Billboard 200) |
| Västtyskland      | 8                  |